# Liste der Stolpersteine in der Provinz Bergamo

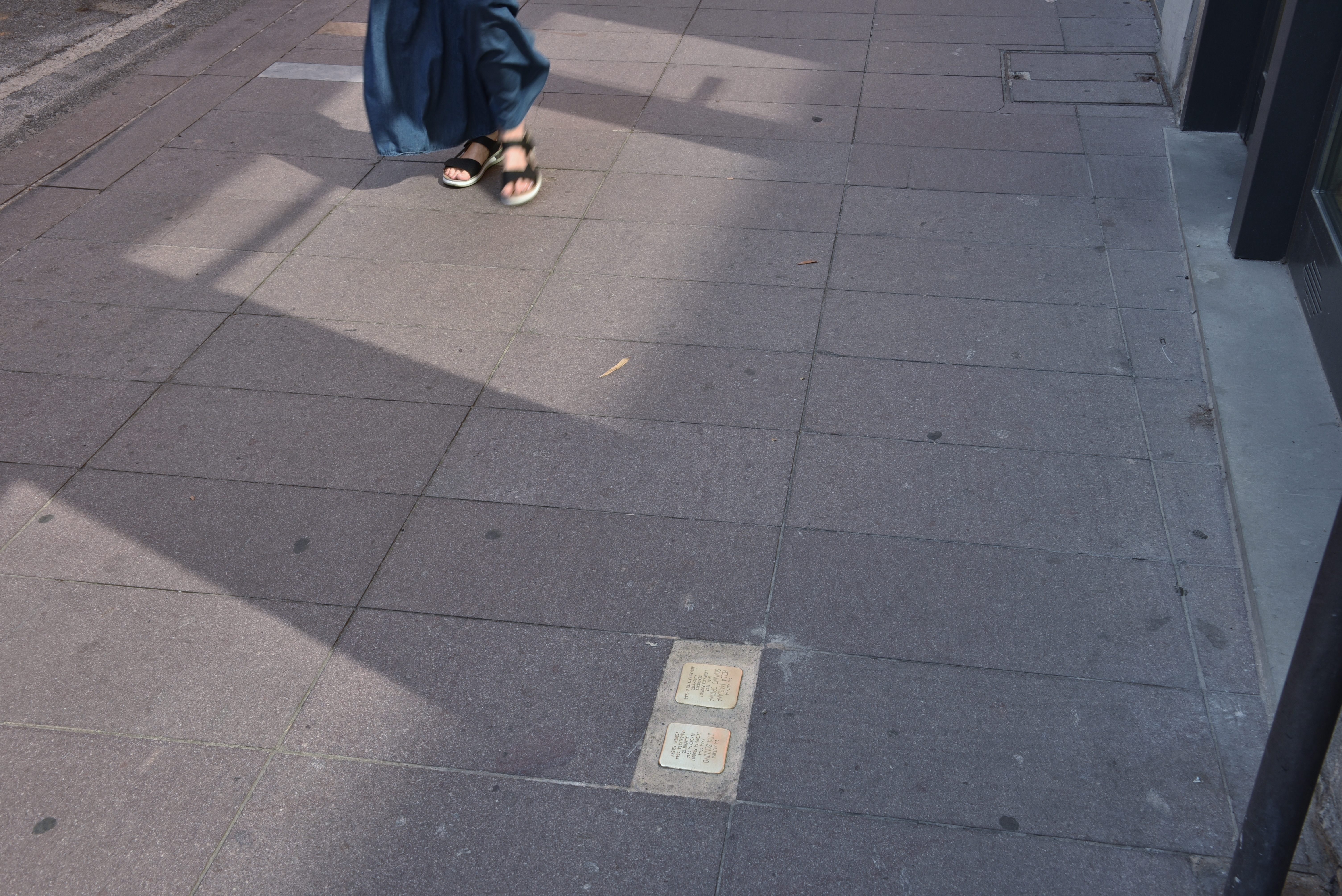
Stolpersteine in Bergamo

Die Liste der Stolpersteine in der Provinz Bergamo enthält die Stolpersteine, die vom deutschen Künstler Gunter Demnig in der Provinz Bergamo verlegt wurden, einer Provinz in der Lombardei. Stolpersteine erinnern an das Schicksal der Menschen, die von deutschen Nationalsozialisten ermordet, deportiert, vertrieben oder in den Suizid getrieben wurden. Sie liegen im Regelfall vor dem letzten selbstgewählten Wohnsitz des Opfers. Die italienische Übersetzung des Begriffes Stolpersteine lautet: pietre d’inciampo.
Die erste Verlegung in dieser Provinz fand am 18. Januar 2016 in Premolo statt.

## Verlegte Stolpersteine

### Almenno San Bartolomeo
In Almenno San Bartolomeo wurden zwei Stolpersteine an zwei Adressen verlegt.
| Stolperstein | Übersetzung                                                                                                  | Verlegeort                                      | Name, Leben                |
| ------------ | --- | ----------------------------------------------- | -------------------------- |
|              | HIER WOHNTE ANGELO MANZONI GEBOREN 1916 VERHAFTET 8.9.1943 DEPORTIERT 1944 SCHWERIN ERMORDET 11.9.1944 ESSEN | Via Fratelli Manzoni, 17 Almenno San Bartolomeo | Angelo Manzoni (1916–1944) |
|              | HIER LEBTE CARLO ROTA GEBOREN 1920 VERHAFTET 9.9.1943 DEPORTIERT 1944 LOLLAR ERMORDET 23.9.1944              | Via Fratelli Manzoni, 17 Almenno San Bartolomeo | Carlo Rota (1920–1944)     |

### Ambivere
In Ambivere wurden acht Stolpersteine an drei Adressen verlegt.
| Stolperstein | Übersetzung | Verlegeort                                 | Name, Leben                           |
| ------------ | --- | ------------------------------------------ | ------------------------------------- |
|              | HIER WOHNTE VITTORIO LEONI GEBOREN 1913 VERHAFTET 1943 INTERNIERT IN FOSSOLI DEPORTIERT 1944 MAUTHAUSEN ERMORDET 13.1.1945                | Via Alcide de Gasperi, 8 Ambivere          | Vittorio Leoni (1913–1944)            |
|              | HIER WOHNTE CLARA LEVI GEBOREN 1929 VERHAFTET 1.12.1943 INTERNIERT IN FOSSOLI DEPORTIERT 1944 AUSCHWITZ ERMORDET 1945 BERGEN-BELSEN       | Via Guglielmo Marconi, 22 Ambivere         | Clara Levi (1894–1944)                |
|              | HIER WOHNTE ELDA LEVI GEBOREN 1894 VERHAFTET 1.12.1943 INTERNIERT IN FOSSOLI DEPORTIERT 1944 AUSCHWITZ ERMORDET 10.4.1944                 | Via Beata Vergine del Castello, 2 Ambivere | Elda Levi (1894–1944)                 |
|              | HIER WOHNTE LAURA LEVI GEBOREN 1922 VERHAFTET 1.12.1943 INTERNIERT IN FOSSOLI DEPORTIERT 1944 AUSCHWITZ BEFREIT                           | Via Guglielmo Marconi, 22 Ambivere         | Laura Levi (1922–?)                   |
|              | HIER WOHNTE LIA MARTA LEVI GEBOREN 1888 VERHAFTET 1.12.1943 INTERNIERT IN FOSSOLI DEPORTIERT 1944 AUSCHWITZ ERMORDET 10.4.1944            | Via Beata Vergine del Castello, 1 Ambivere | Lia Marta Levi (1888–1944)            |
|              | HIER WOHNTE NORA LEVI GEBOREN 1920 VERHAFTET 1.12.1943 INTERNIERT IN FOSSOLI DEPORTIERT 1944 AUSCHWITZ ERMORDET 1945 BERGEN-BELSEN        | Via Guglielmo Marconi, 22 Ambivere         | Nora Levi (1920–1945)                 |
|              | HIER WOHNTE EMMA BIANCA LEVI TEDESCHI GEBOREN 1887 VERHAFTET 1.12.1943 INTERNIERT IN FOSSOLI DEPORTIERT 1944 AUSCHWITZ ERMORDET 10.4.1944 | Via Guglielmo Marconi, 22 Ambivere         | Emma Bianca Levi Tedeschi (1887–1944) |
|              | HIER WOHNTE ADA TEDESCHI GEBOREN 1883 VERHAFTET 1.12.1943 INTERNIERT IN FOSSOLI DEPORTIERT 1944 AUSCHWITZ ERMORDET 10.4.1944              | Via Guglielmo Marconi, 22 Ambivere         | Ada Tedeschi (1883–1944)              |

### Berbenno
In Berbenno wurden zwei Stolpersteine an zwei Adressen verlegt.
| Stolperstein | Übersetzung | Verlegeort                                                   | Name, Leben                      |
| ------------ | --- | ------------------------------------------------------------ | -------------------------------- |
|              | HIER WOHNTE ARCANGELO TODESCHINI GEBOREN 1923 VERHAFTET 8.9.1943 DEPORTIERT 1944 STABLAK ERMORDET 12.4.1945 KÖNIGSBERG / KALININGRAD   | Via Fratelli Calvi, 26 Berbenno                              | Arcangelo Todeschini (1923–1945) |
|              | HIER WOHNTE ERNESTO TODESCHINI GEBOREN 1919 VERHAFTET 11.9.1943 DEPORTIERT 1943 MEMMINGEN, MOOSBURG ERMORDET 21.6.1944 STEPHANSKIRCHEN | Via Sant'Antonio Abate, 3 vor dem Gefallenendenkmal Berbenno | Ernesto Todeschini (1919–1944)   |

### Bergamo
In der Provinzhauptstadt Bergamo wurden an neun Adressen zehn Stolpersteine verlegt. Angekündigt wurde die Verlegung eines Stolpersteines für Pilade Sonnino in der Via Moroni. Im Januar 2024 wurde eine Stolperschwelle verlegt.
| Stolperstein | Übersetzung | Verlegeort                                 | Name, Leben |
| ------------ | --- | ------------------------------------------ | --- |
|              | HIER WOHNTE ADOLFO BARNABA GEBOREN 1884 VERHAFTET 14.12.1943 INTERNIERT IN BERNAU EINGESPERRT 1944 MARCHTRENK ERMORDET 1.8.1944                       | Parco Pertini                              | Adolfo Barnaba (1884–1944) Nach ihm wurde eine Straße in Bergamo benannt. |
|              | HIER WOHNTE ROBERTO BRUNI GEBOREN 1914 VERHAFTET 4.3.1944 INTERNIERT BOZEN DEPORTIERT 1944 DACHAU ERMORDET FEB. 1945                                  | Bergamo, Via Francesco Cucchi 3            | Roberto Bruni wurde am 8. Oktober 1914 geboren. Seine Eltern waren Luigi Bruni und Maria Artifoni. Er hatte eine ältere Schwester, Amalia (geboren 1913), und einen jüngeren Bruder, Eugenio (geboren 1915). Die Familie war von Anbeginn antifaschistisch eingestellt, sein Vater wurde aus dem Arbeitsverhältnis bei der Gemeinde entlassen. Die beiden Brüder und einige ihrer Freunde waren Urheber einiger auffallenden Aktionen gegen das faschistische Regime – Slogans an Hauswänden, Flugblätter und eine eigens entwickelte zähflüssige braune Farbe, die sich über das Gesicht von Mussolini ergoss, auf dem Denkmal der faschistischen Revolution von Bergamo. Am 11. November 1941 wurden die beiden Bruni-Brüder verhaftet, darüber hinaus auch Popi Taino, Virgilio Caffi und Gino Antonucci. Die Widerstandskämpfer wurden zuerst in Sant’Agata in Haft gehalten, dann nach Rom gebracht, wo sie am 4. März 1942 vor Gericht gestellt wurden. Roberto Bruni wurde freigesprochen. Seinen Bruder traf er erst im August 1943 wieder. Im Mai 1944 wollten sich Roberto Bruni und sein Bruder den Partisanen in den Bergen westlich des Lago Maggiore anschließen. Im Valle Cannobina wurden sie festgenommen und erst in Luino und dann in Como interniert. Am 19. Juli 1944 kamen beide im Mailänder Gefängnis San Vittore an, am 9. Oktober wurden sie in das Durchgangslager Bozen überstellt und einen Monat später in das Konzentrationslager Dachau deportiert. Roberto Bruni wurde mit der Nummer 113156 registriert, sein Bruder mit der Nummer 113157. Eugenio Bruni kam wegen Typhus in die Krankenstation. Roberto Bruni blieb im Block und verlor am 12. Februar 1945 sein Leben. Eugenio Bruni überlebte und kehrte nach Bergamo zurück. Er wurde sozialistischer Gemeinderat und Vorsitzender des antifaschistischen Komitees der Stadt. Seinen Sohn taufte er im Gedenken an den Bruder Roberto. Dieser wurde 1999 Bürgermeister von Bergamo. |
|              | HIER STUDIERTE GIOVANNI D’AMICO GEBOREN 1907 VERHAFTET 14.8.1944 INTERNIERT IN BOZEN DEPORTIERT 1944 MAUTHAUSEN, LAMSDORF ERMORDET 31.1.1945 MELK     | Piazza Rosate 4                            | Giovanni D'Amico (1907–1945) |
|              | HIER WOHNTE ALDO GHEZZI GEBOREN 1923 VERHAFTET 4.2.1944 INTERNIERT FOSSOLI, BOZEN DEPORTIERT 1944 MAUTHAUSEN GESTORBEN 3.6.1945 EBENSEE               | Bergamo, Via Pignolo, 42                   | Aldo Ghezzi wurde am 21. Juli 1923 in der Via Pignolo 42 in Bergamo geboren, in welchem er auch aufwuchs. Er war der einzige Sohn des Zimmermanns Camillo Ghezzi und der Hausfrau Giulietta Guerini. Aldo Ghezzi wurde Drucker. Von seinem Vater, einem überzeugten Sozialisten, übernahm er die Leidenschaft für Politik. 1941 kam er über Tobia Piccinini mit dem Widerstandskämpfer Dante Paci in Kontakt. Er begann sich politisch weiterzubilden, war ab September 1943 selbst im Widerstand aktiv und wurde im Februar 1944 festgenommen. Ghezzi war zuerst In Sant’Agata, dann in San Vittore in Mailand inhaftiert. Schließlich wurde er nach Fossoli überstellt und in der Folge nach Bozen. Am 18. November 1944 wurde er in das Konzentrationslager Mauthausen deportiert. Er war im KZ Ebensee zur Zwangsarbeit eingeteilt, erlebte im Mai 1945 die Befreiung des Lagers durch US-Streitkräfte. Aldo Ghezzi starb an den Folgen der Entbehrungen im Alter von 21 Jahren am 3. Juni 1945. Sein Leichnam wurde am KZ-Friedhof Ebensee bestattet. „Blond, schmales Gesicht, beladen wie ein Maultier, müde und verschwitzt“, so wurde er von Aldo Battaggion im November 1943 beschrieben. In Bergamo trägt eine Straße den Namen des Widerstandskämpfers. |
|              | HIER WOHNTE TERESA SAVIO GEBOREN 1913 VERHAFTET 2.12.1943 INHAFTIERT GEFÄNGNIS MÜNCHEN ZWANGSARBEIT HAGUENAU, EBERSBACH GESTORBEN 27.5.1945 GÖPPINGEN | Bergamo, Parco del Quintino                | Teresa Savio wurde am 16. März 1913 in Valtesse als ältestes Kind von Antonio Savio und Rosa Scarpellini geboren. Ihre jüngeren Zwillingsbrüder, Marco und Angelo, wurden 1916 geboren. Savio brach die Schule früh ab und begann zunächst in einer Strumpffabrik zu arbeiten, ab 1931 arbeitete sie als Dienstmädchen für die Familie Curti. Gemeinsam mit Lydia Curti engagiert sie sich für Häftlinge, die aus dem Gewahrsam der Faschisten und der Nationalsozialisten entkommen waren. Curti sammelte Medikamente und Essen, Teresa Savio transportierte die Hilfspakete. Am 2. Dezember 1943 wurden Teresa Savio und Lydia Curti verhaftet und am 29. Dezember vom deutschen Militärgericht wegen Beteiligung an Partisanentätigkeiten verurteilt. Lydia Curti wurde zu drei Jahren Gefängnis verurteilt, Savio zu zwei Jahren. Beide wurden zuerst in ein Münchner Zuchthaus überstellt und kamen von dort am 26. Februar 1944 nach Hagenau. Sie mussten Zwangsarbeit für die deutsche Industrie in Ebersbach leisten und wurden am 22. April 1945 von alliierten Streitkräften befreit. Teresa Savio starb nach einem Autounfall am 27. Mai 1945 im Göppinger Krankenhaus. |
|              | HIER WOHNTE GIULIO SIRTOLI GEBOREN 1921 VERHAFTET 8.9.1943 DEPORTIERT ERMORDET 21.7.1944 LUDWIGSHAFEN AM RHEIN                                        | Van San Lorenzo, 44                        | Giulio Sirtoli (1921–1944) |
|              | HIER WOHNTE ILDA SONNINO GEBOREN 1904 INTERNIERT FOSSOLI DEPORTIERT 1944 AUSCHWITZ ERMORDET 1945 BERGEN-BELSEN                                        | Bergamo, Via San Bernardino, 17            | Ilda Sonnino wurde am 17. Juli 1904 in Genua geboren. Sie entstammte einer jüdischen Familie, die sich zu Beginn der 1920er Jahre in Bergamo ansiedelte. Ihre Eltern waren Amleto Sonnino und Bella Marianna Ortona. Sie hatte einen vier Jahre älteren Bruder, Pilade, der aus der ersten Ehe ihres Vaters stammte. Die Familie führte in der Viale Roma (heute Viale Papa Giovanni XXIII) ein Stoffgeschäft und wohnte am Borgo San Leonardo. Ilda Sonnino arbeitete als Sekretärin, blieb unverheiratet und wohnte weiterhin im elterlichen Haushalt. Ihr Bruder heiratete, zog aus und bekam eine Tochter. Ab 1938 waren alle Juden in Italien von den Italienischen Rassengesetzen betroffen, doch an Leib und Leben bedroht waren sie erst nach der de-facto-Machtübernahme der deutschen Nationalsozialisten im September 1943 in weiten Teilen des Landes. Ilda Sonnino und ihre Mutter wurden am 31. Januar 1944 in Bergamo verhaftet, waren zuerst im Gefängnis Sant’Agata eingesperrt und wurden dann in das Durchgangslager Fossoli überstellt. Am 5. April 1944 wurden beide mit dem Konvoi No. 9 in das Konzentrationslager Auschwitz deportiert. Unmittelbar nach der Ankunft in Auschwitz am 10. April 1944 wurde die Mutter von Ilda Sonnino in einer Gaskammer ermordet, sie selbst wurde registriert, tätowiert und zur Zwangsarbeit eingeteilt. Ihre Häftlingsnummer war 76841. Auch Ilda Sonnino verlor im Zuge der Shoah ihr Leben, und zwar Ende Januar oder Anfang Februar 1945 im KZ Bergen-Belsen. Ihr Bruder wurde am 29. April 1945, kurz vor der Befreiung des Lagers, im KZ Mauthausen ermordet. Ihr Vater Amleto konnte der Verhaftung entkommen, er starb 1947 in Bergamo. |
|              | HIER WOHNTE BELLA MARIANA SONNINO ORTONA GEBOREN 1875 INTERNIERT FOSSOLI DEPORTIERT AUSCHWITZ ERMORDET 10.4.1944                                      | Bergamo, Via San Bernardino, 17            | Bella Mariana Sonnino Ortona wurde am 24. Februar 1874 in Casale Monferrato geboren. Ihre Eltern waren Consiglio Ortona und Giuditta Valenza. Sie heiratete den Witwer Amleto Sonnino, der aus der ersten Ehe einen Sohn, Pilado, mitbrachte. Die gemeinsame Tochter des Paares, Ilda, wurde 1904 in Genua geboren. Anfang der 1920er Jahre siedelte sich die Familie in Bergamo an. Sie führten in der Viale Roma (heute Viale Papa Giovanni XXIII) ein Stoffgeschäft und wohnten am Borgo San Leonardo. Der Sohn heiratete, zog aus und bekam eine Tochter. Ihre Tochter blieb unverheiratet und wohnte weiterhin im elterlichen Haushalt. Bella Marianna Sonnino Ortona und ihre Tochter wurden am 31. Januar 1944 in Bergamo verhaftet, waren zuerst im Gefängnis Sant’Agata eingesperrt und wurden dann in das Durchgangslager Fossoli überstellt. Am 5. April 1944 wurden beide mit dem Konvoi No. 9 in das Konzentrationslager Auschwitz deportiert. Bella Marianna Sonnino Ortona wurde unmittelbar nach der Ankunft in Auschwitz am 10. April 1944 in einer Gaskammer ermordet. Ihre Tochter wurde Anfang Februar 1945 im KZ Bergen-Belsen ermordet, ihr Sohn Ende April 1945 im KZ Mauthausen. Ihr Ehemann Amleto Sonnino konnte sich der Verhaftung entziehen, kehrte nach Bergamo zurück, wo er 1947 starb. |
|              | HIER WOHNTE GIUSEPPE STELLA GEBOREN 1913 VERHAFTET 8.9.1943 DEPORTIERT 1943 BERLIN ERMORDET 1.4.1944                                                  | Bergamo, Via Borgo Palazzo, 25             | Giuseppe Stella wurde am 1. Juni 1913 geboren. Er wuchs auf in einer Zeit, in der Italien zur Diktatur wurde und das Land vom faschistischen Regime in permanentem Kriegszustand gehalten wurde. Ab 1933 leistete er seinen Militärdienst. Er kam in das 5. Regiment der Alpini, der italienischen Gebirgsjäger, und wurde im Abessinienkrieg eingesetzt, später bei der italienischen Intervention in Spanien. Im März 1940 heiratete er Mercede Sperani und einen Monat nach dem Eintritt Italiens in den Zweiten Weltkrieg wurde er erstmals Vater, Sohn Luigi wurde geboren. Er wurde erneut zu den Waffen gerufen. Sein Einsatzort war nunmehr Tirano im oberen Veltlin, nahe der Schweizer Grenze. Er, der in all den Jahren im Kriegsdienst nie Urlaub beantragt hatte, stellte zwischen Januar und April 1943 vier Gesuche. Seine Frau war zum zweiten Mal schwanger. Nach dem Waffenstillstand von Cassibile verweigerte Giuseppe Stella den Eid auf Mussolini. Er wurde als einer von 650.000 I.M.I. (Italienische Militärinternierte) zur Zwangsarbeit nach Deutschland verschleppt. Seine Tochter Annamaria, geboren nach seiner Deportation, hat er nie gesehen. Giuseppe Stella kam am 1. April 1944 in Berlin ums Leben. |
|              | HIER ARBEITETE ALESSANDRO ZAPPATA GEBOREN 1903 VERHAFTET JULI 1944 DEPORTIERT FLOSSENBÜRG ERMORDET 22.2.1945 HERSBRUCK                                | Bergamo, Città Alta, Vicolo Sant’Agata, 23 | Alessandro Zappata wurde am 4. September 1903 in Vicenza geboren. Er heiratete Giovanna Pulcinelli, das Paar wollte ein Restaurant in Anzio eröffnen, nachdem dieser Plan scheiterte, arbeitete Zappata ab 1932 als Gefängniswärter. Zuerst in Verona, dann in Castelfranco Emilia, gefolgt von Apuania, ab 1940 dann in Bergamo. Hier zieht das Paar in die Via Donizetti 25, wo Giovanna Pulcinelli auch eine Bar betrieb. Zappata und seine Frau adoptierten ein Kind, Carlo und leiteten 1942 das Adoptionsverfahren für Anna Maria ein. Im Februar 1944 wurde er suspendiert und musste sich vor einer Disziplinarkommission verantworten, er hatte Briefe von politischen Gefangenen unzensiert aus dem Gefängnis geschmuggelt. Ab dem 7. August 1944 war er im San Vittore-Gefängnis inhaftiert, zehn Tage später, am 17. August wurde er in das Durchgangslager Bozen überstellt und am 5. September 1944 in das KZ Flossenbürg deportiert. Alessandro Zappata wurde am 22. Februar 1945 im KZ-Außenlager Hersbruck ermordet. Alessandro Zappata wurde als Zivilopfer im Befreiungskampf anerkannt. Seine Frau schloss das Adoptionsverfahren für Anna Maria erfolgreich ab und verließ Italien. Der Stolperstein für Zappata war der erste, der in Bergamo verlegt wurde. |

| Schwelle  | |
| Inschrift | MÄRZ-APRIL 1944 - DURCHGANGSLAGER NACH DEM STREIK VOM MÄRZ 1944 WURDEN VON HIER NACH MAUTHAUSEN DEPORTIERT: 807 MÄNNER UND 43 FRAUEN. DANACH WURDEN DIR FRAUEN NACH BIRKENAU ÜBERSTELLT NUR 217 KEHRTEN ZURÜCK |
| Ort       | Vicolo San Giovanni, 1 |

### Brusaporto
In Brusaporto wurde ein Stolperstein verlegt.
| Stolperstein | Übersetzung                                                                                              | Verlegeort                        | Name, Leben            |
| ------------ | --- | --------------------------------- | ---------------------- |
|              | IN BRUSAPORTO WOHNTE LEONE CUNI GEBOREN 1912 VERHAFTET 8.9.1943 DEPORTIERT 1943 ERMORDET 23.9.1944 NEUSS | Piazza Vittorio Veneto Brusaporto | Leone Cuni (1912–1943) |

### Cornalba
In Cornalba wurde ein Stolperstein verlegt.
| Stolperstein | Übersetzung                                                                           | Verlegeort                   | Name, Leben                |
| ------------ | ------------------------------------------------------------------------------------- | ---------------------------- | -------------------------- |
|              | HIER LEBTE ANGELO BIANCHI GEBOREN 1924 DEPORTIERT 1943 LUCKENWALDE ERMORDET 10.5.1944 | Piazza della chiesa Cornalba | Angelo Bianchi (1924–1944) |

### Dalmine
In Dalmine wurden zwei Stolpersteine verlegt.
| Stolperstein | Übersetzung | Verlegeort                   | Name, Leben                    |
| ------------ | --- | ---------------------------- | ------------------------------ |
|              | HIER WOHNTE ANGELO AMBONI GEBOREN 1923 VERHAFTET 9.9.1943 DEPORTIERT 1943 THORN, LAMSDORF ERMORDET 24.6.1944 GÖRLITZ                | Piazza Vittorio Emanuele III | Angelo Ambomi (1923–1943)      |
|              | HIER WOHNTE GIUSEPPE GRAZIOTTI GEBOREN 1923 VERHAFTET 9.9.1943 DEPORTIERT 1943 NEUBRANDENBURG, TREVIRI ERMORDET 2.2.1945 HILDESHEIM | Piazza Libertà               | Giuseppe Graziotti (1923–1945) |

### Misano di Gera d’Adda
In Misano di Gera d’Adda wurde ein Stolperstein verlegt.
| Stolperstein | Übersetzung | Verlegeort  | Name, Leben                  |
| ------------ | --- | ----------- | ---------------------------- |
|              | IN MISANO GERA D’ADDA WOHNTE EMANUELE CARIONI GEBOREN 1921 VERHAFTET 18.5.1944 INTERNIERT IN FOSSOLI ERMORDET 12.7.1944 AM SCHIESSSTAND VON CIBENO CARPI | Via Roma 26 | Emanuele Carioni (1921–1944) |

### Premolo
In Premolo wurde ein Stolperstein verlegt.
| Stolperstein | Übersetzung | Verlegeort               | Name, Leben |
| ------------ | --- | ------------------------ | --- |
|              | HIER WOHNTE DON ANTONIO SEGHEZZI GEBOREN 1906 VERHAFTET 4.11.1943 DEPORTIERT KAISHEIM ERMORDET 21.5.1945 DACHAU | Premolo, Contrada Lulini | Don Antonio Seghezzi wurde am 25. August 1906 in Premolo, als zweites von zehn Kindern von Romano und Modesta Seghezzi, geboren. Sein älterer Bruder starb im Alter von acht Monaten, bereits vor seiner Geburt. Antonio wurde mit elf Jahren in das bischöfliche Seminar aufgenommen und schloss seine Studien 1928 mit einer Dissertation über die Enzyklika Quas Primas, das Königtum Christi, ab. Er wurde Presbyter und am 23. Februar 1929 zum Priester geweiht. Seghezzi stand dem Regime und den deutschen Bündnispartnern kritisch gegenüber. Er prägte den Spruch: "Resistere al male, libera nos a malo" [Dem Bösen widerstehen befreit uns von dem Bösen]. Er schloss sich den Partisanen an und ging nach dem Waffenstillstand von Cassibile im September 1943 in die Berge. Am 25. Oktober 1943 wollten ihn Faschisten und Nationalsozialisten verhaften, konnten aber seiner nicht habhaft werden. Nach Repressalien gegen die Katholische Aktion und gegen die Kirche von Bergamo stellte er sich am 4. November 1943. Er wurde verhaftet, in Sant'Agata in Bergamo eingesperrt und am 21. desselben Monats zu fünf Jahren Zwangsarbeit verurteilt. Am 23. Dezember 1943 wurde er in das Fort San Mattia von Verona überstellt, am 31. Dezember 1943 nach Deutschland abgeschoben und in einem Münchner Gefängnis inhaftiert. Anfang Februar 1944 wurde er in das Arbeitslager Kaisheim verlegt, später nach Lessingen. Er erkrankte an Hämoptyse. Als Soldaten der US-Army das KZ Dachau befreiten, wurde er in ernstem Zustand vorgefunden. Don Antonio Seghezzi wurde in ein Feldlazarett eingeliefert, starb jedoch am 21. Mai 1945 an den Folgen der Krankheit. |

### Ranica
In Ranica wurden zwei Stolpersteine an zwei Stellen verlegt.
| Stolperstein | Übersetzung | Verlegeort                               | Name, Leben |
| ------------ | --- | ---------------------------------------- | --- |
|              | HIER WURDE VERHAFTET LUIGI BARCELLA GEBOREN 1925 VERHAFTET 9.11.1943 DEPORTIERT 1944 MAUTHAUSEN ERMORDET APRIL 1945 EBENSEE | Parco Luigi Barcella Ranica              | Luigi Barcella wurde am 10. Januar 1925 in Trescore Balneario als ältestes von fünf Kindern geboren. Sein Vater hatte Auseinandersetzungen mit den Faschisten, woraufhin dieser seine Arbeit verlor und die Familie nach Ranica gezogen. Er absolvierte eine Schule für Technisches Zeichnen und plante nach Argentinien zu ziehen. Er arbeitete als Zeichner in einer Gießerei in Dalmine , wo er mit Antifaschisten in Kontakt kam und er trat der Partito Comunista Italiano bei. Er verteilte die L’Unità , die seit 1926 verboten war und antifaschistische Schriften. Am 9. November 1943 stand ja nach Beginn der Ausgangssperre auf der Straße, wartete auf die neuen Sendungen und wurde zusammen mit einem Cousin von den Deutschen verhaftet. Barcella wurde zuerst in Sant'Agata inhaftiert, dann ab dem 12. November im San Vittore-Gefängnis, wo er bis März 1944 verblieb. Während dieser Zeit wurde er mehrfach verhört, verriet aber keine Namen weiterer Widerstandskämpfer. Bis in dem Dezember 1943 hinein schaffte er es einige Briefe an seine Familie aus dem Gefängnis zu senden, immer versteckt in schmutziger Kleidung, dann wurde ihm jeglicher Kontakt zu seiner Familie untersagt. Am 4. März 1944 wurde er nach Mailand überstellt, aus dem Lastwagen heraus warf er einen weiteren Brief für seine Familie, der durch unbekannte Hilfe in Ranica bei seinen Eltern ankam. Von Mailand aus wurde er am selben Tag mit dem Transport Nr. 33 in das KZ Mauthausen deportiert, zusammen mit 47 weiteren politischen Gefangenen und 52 Arbeitern, die sich an Streiks beteiligt hatten. In Mauthausen erhielt er die Gefangenennummer 57546, am 9. April wurde er in das KZ Ebensee überstellt, wo er schwerste Zwangsarbeit leisten musste. Luigi Barcella verlor dort, nur wenige Tage vor der Befreiung des Lagers, sein Leben. Die Nazis gaben den 22. April 1945 als Todesdatum an mit der Todesursache "Lungentuberkulose". Vom Tod des Sohnes und Bruders erfuhr die Familie im Mai 1945 durch einen Überlebenden. [ 17 ] [ 18 ] Ein Park in Ranica trägt seinen Namen, am 27. Januar 2020 verlieh ihm die Gemeinde postum eine Ehrenmedaille. Im Har 2021 erschien ein Buch, das sich mit seinem Schicksal beschäftigt: Il coraggio di scegliere. Storia di Luigi Barcella deportato politico nel lager di Ebensee von Gianpiero Crotti. |
|              | HIER WOHNTE ANTONIO MOROTTI GEBOREN 1910 VERHAFTET 9.9.1943 DEPORTIERT HOHENSTEIN, SANDBOSTEL ERMORDET 18.12.1944 ZEITHAIN  | Passaggio Sciopero di Ranica 1909 Ranica | Antonio Morotti (1910–1944) |

### Schilpario
In Schilpario wurden vier Stolpersteine an drei Stellen verlegt.
| Stolperstein | Übersetzung | Verlegeort                                            | Name, Leben                |
| ------------ | --- | ----------------------------------------------------- | -------------------------- |
|              | HIER WOHNTE ANTONIO AGONI GEBOREN 1924 VERHAFTET 9.9.1943 AN DER FRONT IN GRIECHENLAND MILITÄRINTERNIERTER ERMORDET 12.4.1945 PADERBORN | Via Grumello, Ponte del Consiglio Schilpario          | Antonio Agoni (1924–1945)  |
|              | HIER WOHNTE SIMONE AGONI GEBOREN 1925 GEFANGEN GENOMMEN 11.4.1944 DEPORTIERT KAHLA ERMORDET 25.2.1945                                   | Via Grumello, Ponte del Consiglio Schilpario          | Simone Agoni (1925–1945)   |
|              | HIER WOHNTE GIACOMO BONOMI GEBOREN 1923 VERHAFTET 8.9.1943 DEPORTIERT 1944 OSCHATZ ERMORDET 22.3.1944 BRANDIS                           | Via Statale neben Nr. 4, Cappella dei Caduti Barzesto | Giacomo Bonomi (1923–1944) |
|              | HIER WOHNTE VINCENZO MAJ GEBOREN 1922 VERHAFTET 16.9.1943 DEPORTIERT 1944 NEUBRANDENBURG, DORTMUND ERMORDET 6.10.1944 FORELLKRUG        | Via Torri, 37 Schilpario                              | Vincenzo Maj (1922–1944)   |

### Treviglio
In Treviglio wurde ein Stolperstein verlegt.
| Stolperstein | Übersetzung | Verlegeort               | Name, Leben |
| ------------ | --- | ------------------------ | --- |
|              | IN TREVIGLIO LEBTE RACHELE LEA MÄNAS STERN GEBOREN 1889 VERHAFTET DEZ. 1943 INTERNIERT FOSSOLI DEPORTIERT 1944 AUSCHWITZ ERMORDET | Treviglio, Piazza Manara | Rachele Lea Mänas Stern wurde am 11. September 1889 in Tarnopol, damals Österreich-Ungarn, geboren. Sie entstammte einer jüdischen Familie und lebte in Wien. Sie heiratete Simon Mänas, der ursprünglich aus Rumänien stammte. Das Paar hatte fünf Töchter, Charlotte, Stella, Karoline, Blanka und Cecilia. Die Familie entschloss sich nach der Machtergreifung der Nationalsozialisten in Österreich im Jahr 1938 zur Flucht. Ihre Tochter Stella und deren Ehemann konnten sich nach Uruguay in Sicherheit bringen. Rachele Mänas Stern und ihr Ehemann flüchteten, begleitet von den Töchtern Blanka und Cecilia, dem Schwiegersohn und dem einzigen Enkelsohn Nenry, nach Mailand. Dort lebte schon länger die älteste Tochter, Charlotte, eine anerkannte Varieté-Künstlerin. Im Oktober 1938 wurden auch in Italien antisemitische Gesetze in Kraft gesetzt, die sich insbesondere gegen ausländische Juden richteten. Ehemann und Schwiegersohn von Rachele Mänas Stern wurden in Civitella in Val di Chiana interniert, die vier Frauen blieben in Mailand. Im Dezember 1941 bekamen Blanka, ihr Ehemann und ihr Sohn ein Visum für die USA. Rachele Mänas Stern wollte ihren Ehemann nicht alleine lassen und folgte ihm an die Internierungsorte Agropoli und Polla, beide in Kampanien gelegen. Im Februar 1942 gelangte das Ehepaar nach Treviglio und bezog zunächst eine Wohnung an der Piazza Manara. Am 20. November 1943, wenige Monate nach der de-facto-Machtergreifung des NS-Regimes in Italien, wurden Rachele und ihr Ehemann verhaftet und im Gefängnis auf der Piazza Setti eingesperrt. Am 30. Januar 1944 starb Simon Mänas an den Folgen einer Gehirnblutung. Rachele Mänas Stern wurde nach Fossoli verschleppt und am 22. Februar 1944 mit Konvoi No. 8 in das KZ Auschwitz-Birkenau deportiert. Nach ihrer Ankunft am 26. Februar 1944 wurde sie dort mit der Häftlingsnummer 75694 registriert. Während sie im KZ ums Überleben kämpfte, wurde am 16. Mai 1944 in Treviglio in ihrer Wohnung in der Via Calvenzano ein Verzeichnis ihrer beschlagnahmten Vermögenswerte erstellt. Rachele Mänas Stern kam laut CDEC am 16. August 1944 in Auschwitz ums Lebens. |

### Villa di Serio
In Villa di Serio wurden am 27. Januar 2023 zwei Stolpersteine verlegt.
| Stolperstein | Übersetzung | Verlegeort                   | Name, Leben                     |
| ------------ | --- | ---------------------------- | ------------------------------- |
|              | IN VILLA DI SERIO WOHNTE GIOVANNI PIASTRELLA GEBOREN 1919 VERHAFTET 8.9.1943 DEPORTIERT 1943 ERMORDET 13.8.1944 ESSEN             | Villa Carrara Villa di Serio | Giovanni Piastrella (1919–1944) |
|              | IN VILLA DI SERIO WOHNTE ANTONIO ROSSI GEBOREN 1924 VERHAFTET 8.9.1943 DEPORTIERT 1943 FICHTENHAIN ERMORDET 5.4.1945 GROSS-FULLEN | Villa Carrara Villa di Serio | Antonio Rossi (1924–1945)       |

## Verlegedaten
- 18. Januar 2016: Premolo

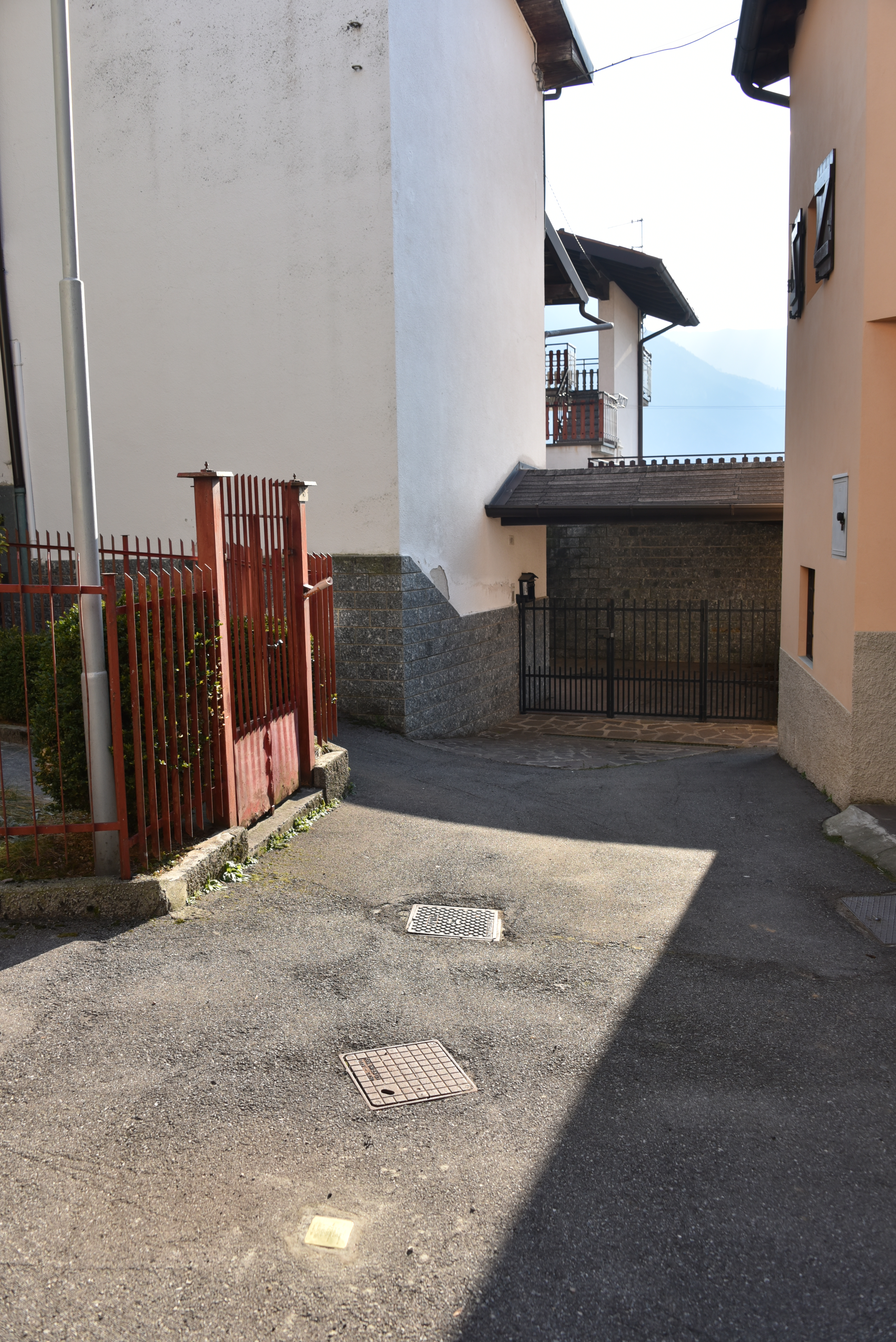
Stolperstein in Premolo

- 27. Januar 2021: Bergamo (Vicolo Sant’Agata, 23)
- 26. Januar 2022: Treviglio
- 27. Januar 2022: Bergamo (Via Borgo Palazzo, 25; Via Francesco Cucchi, 3; Via Giovan Battista Moroni, 24; Parco del Quintino; Via Pignolo, 42; Via San Bernardino, 17)
- 24. April 2022: Schilpario (Via Grumello)
- 25. April 2022: Ranica
- 15. Januar 2023: Ambivere
- 27. Januar 2023: Bergamo (Parco Sandro Pertini; Piazza Rosate 4), Dalmine, Misano di Gera d’Adda, Villa di Serio
- 25. April 2023: Brusaporto
- 29. April 2023: Schilpario
- 29. Januar 2024: Bergamo (Stolperschwelle)
- 16. Februar 2025: Berbenno
- 27. Januar 2025: Bergamo (Van San Lorenzo, 44)